# Miki Núñez
Miki Núñez   (Terrassa, 6 de gener de 1996) nom artístic de Miquel Núñez Pozo, també conegut com a Miki, és un cantant català popular per haver participat en el concurs Operación Triunfo 2018 i que ha representat Espanya al Festival d'Eurovisió 2019 amb la cançó «La venda».

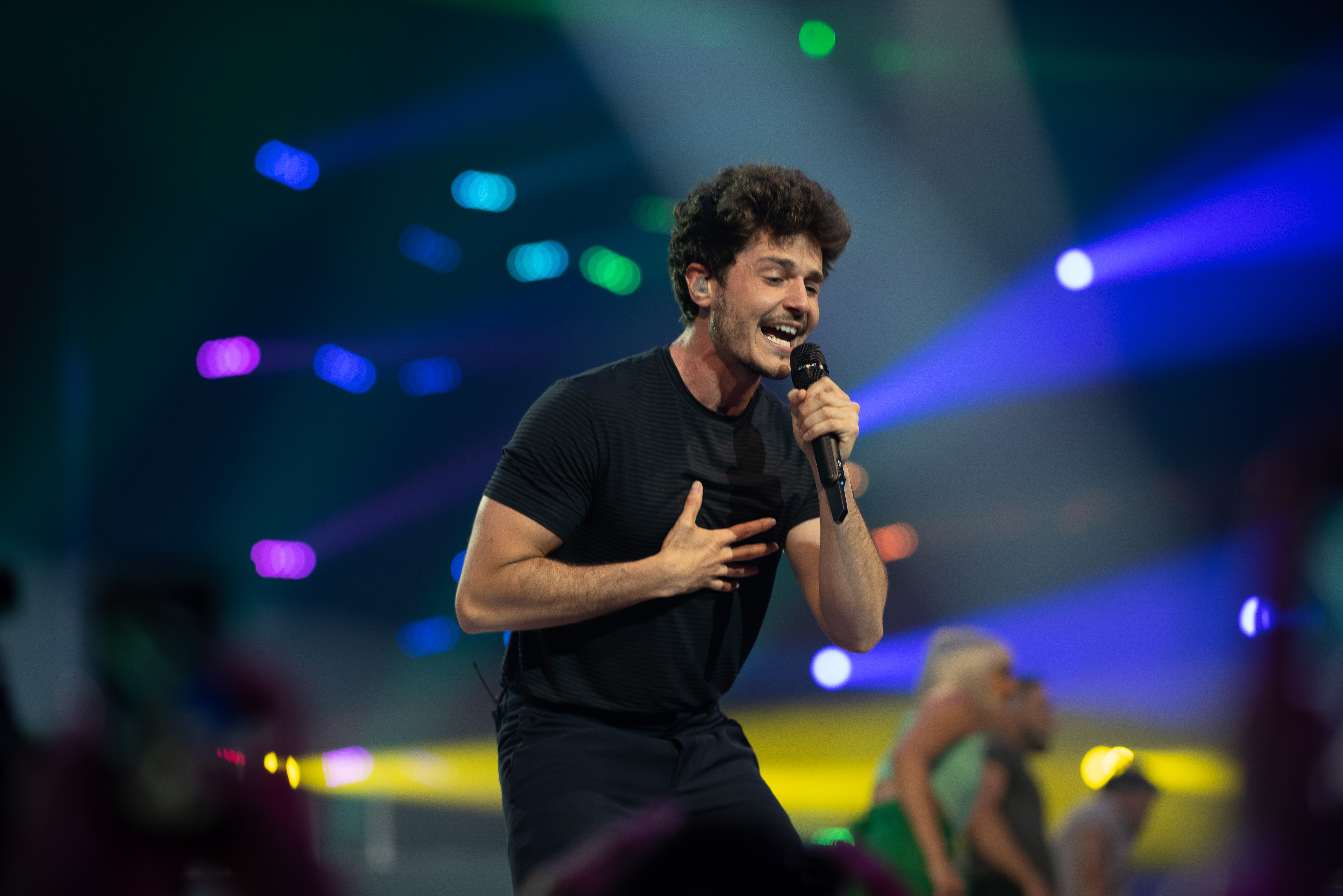
En Miki a Eurovisió 2019

El 13 de setembre de 2019 creà el seu primer disc en solitari Amuza (que significa "divertit" en esperanto). Aquest disc s'exhaurí a Catalunya la setmana que va sortir.

## Biografia
És net de quatre andalusos. El seu pare i la seva mare, Montse, sempre van donar suport a la passió del fill per la música, fins i tot quan va decidir assistir a classes de guitarra i piano. Durant el seu creixement, va tenir sobrepès, fins que va començar a patir un trastorn de comportament alimentari.
Va estudiar el Grau en Mestre d'Educació Primària a la Universitat de Barcelona. A més, ha treballat com a professor auxiliar en una acadèmia. El 2003 va néixer el seu germà Eloi Núñez Pozo, que també toca la guitarra.

### Influències
Ha indicat com a artistes favorits Dub Inc, La Raíz, The Cat Empire i Muse. Va declarar, a més, que el primer concert a què va assistir va ser del grup La Pegatina, l'integrant del qual, Adrià Salas, seria més endavant el compositor del seu tema per a Eurovisió.

## Carrera
Abans de donar-se a conèixer nacionalment, era vocalista del grup Dalton Bang, els membres del qual versionen cançons dels setanta fins a música actual i amb el qual se'n va anar de gira per Catalunya. Abans de crear Dalton Bang, va formar un grup anomenat Altercat amb membres que posteriorment formarien part de Dalton Bang.

### 2018:Operación Triunfoi Eurovisió
El 2018, Miki va fer el càsting per a la desena edició d'Operación Triunfo, qui va resultar ser el primer aspirant a aconseguir l'adhesiu per a les següents fases i un dels 18 concursants en ser seleccionats per a la gala zero. A més, va ser l'únic que va ser favorit en dues ocasions, la primera a la gala 5, amb la cançó El Patio de Pablo López, i la segona, a la gala 9. En aquesta darrera, Miki va cantar la primera cançó interpretada en català de la història del programa: Una lluna a l'aigua del grup Txarango. Finalment, fou eliminat a la semifinal del programa, on va quedar en sisena posició, cantant Some nights.
Com a concursant d'Operación Triunfo, fou candidat a representar Espanya al Festival de la Cançó d'Eurovisió 2019. Per a la primera fase del procés de selecció, li van ser atorgades tres cançons: «El equilibrio» i «La venda» en solitari, i «Nadie se salva» a duo amb la seva companya Natalia Lacunza. Aquestes dues últimes cançons van aconseguir passar a la gala de preselecció, de manera que Miki i Natalia van ser els únics concursants amb dues cançons a la final nacional. El 20 de gener de 2019, «La venda» va ser seleccionada a través del vot del públic per representar Espanya al Festival de la Cançó d'Eurovisió 2019 el mes de maig a Tel-Aviv. Finalment, quedà en 22a posició amb 54 punts, 53 per part del televot i 1 del jurat, concretament del de Rússia.
La seva participació en el festival va estar envoltada de polèmica, amb crides des de diverses organitzacions i col·lectius, liderades pel moviment Boicot, Desinversions i Sancions, a cancel·lar la seva participació per tal de solidaritzar-se amb la causa Palestina. Es van produir protestes a Catalunya i a Madrid, però Miki sempre va defugir les crítiques al·legant que es tractava d'un esdeveniment apolític i que s'havien de deixar de banda la resta de temes.
A finals del 2020 en una entrevista a Enderrock Núñez explicava com, en aquells moments, no podia pronunciar-se sobre el tema perquè havia signat un contracte que li prohibia fer-ho i que ja estava compromès amb l'actuació a Tel-Aviv. També va manifestar la seva desafecció amb les polítiques del govern israelià.
El 2020 va ser convidat a participar en el projecte "Emociona't amb la SCCC: 25 Anys de Música Global" de la Simfònica de Cobla i Corda de Catalunya, disc guardonat amb el Premi Enderrock 2021 al Millor Disc de Clàssica per votació popular.

### Presentador de televisió
El 2020 va presentar el programa musical Cover, produït exclusivament per les xarxes socials de TV3. El 2022 va presentar el concurs de talents musical Eufòria a TV3, i el mateix Cap d'any va presentar les campanades amb la guanyadora del programa Mariona Escoda. Els anys 2023 i 2024 va tornar a ser presentador de les campanades, totes dues edicions acompanyat de Laura Escanes.
També el 2024 va presentar la primera edició del concurs musical Zenit.

## Discografia

### Àlbums d'estudi
| Títol   | Detalls | Posició màxima |
| ------- | --- | -------------- |
| Amuza   | - Llançament: 13 de setembre de 2019 - Disogràfica: Universal Music Spain, Musica Global Discogràfica - Formats: CD, descàrrega digital, streaming | 1              |
| Iceberg | - Llançament: 20 de novembre de 2020 - Disogràfica: Universal Music Spain, Musica Global Discogràfica - Formats: CD, descàrrega digital, streaming | 4              |
| 121     | |                |

### Senzills
Senzills com artista principal
| Títol                                              | Any  | Àlbum                 | Posició màxima | Certificació |
| -------------------------------------------------- | ---- | --------------------- | -------------- | ------------ |
| «La Venda»                                         | 2019 | Amuza                 | 13             | Platí        |
| «Celébrate»                                        | 2019 | Amuza                 | 62             | Platí        |
| «Coral del Arrecife» (amb Sofia Ellar)             | 2019 | Amuza                 | —              |              |
| «Escriurem»                                        | 2019 | Amuza                 | —              | Or           |
| «Tira de la Manta» (amb Emlan)                     | 2020 | Canción sin álbum     | —              |              |
| «Me Vale»                                          | 2020 | Iceberg               | 95             | Or           |
| «El Dia de la Victòria» (amb Buhos, Suu i Lildami) | 2020 | El Dia de la Victòria | —              |              |
| «Eterno Verano» (Revamp)                           | 2020 | Amuza                 | —              |              |
| «Viento y Vida» (amb Despistaos)                   | 2020 | Iceberg               | —              |              |
| «No M'ho Esperava»                                 | 2021 | Iceberg               | —              |              |

### Aparicions
| Títol                                     | Any  | Àlbum             |
| ----------------------------------------- | ---- | ----------------- |
| «La Sortida» (Sense Sal feat. Miki Núñez) | 2019 | Canción sin álbum |
| «Tot és més fàcil» (amb Sara Roy)         | 2021 | (A)MAR            |

## Filmografia

### Programes de televisió
| Any         | Títol                                     | Funció                                       | Cadena      | Dades        |
| ----------- | ----------------------------------------- | -------------------------------------------- | ----------- | ------------ |
| 2018 - 2019 | Operación Triunfo 2018                    | Concursant                                   | La 1        | 16 programes |
| 2019        | Festival de la Canción de Eurovisión 2019 | Representant d'Espanya                       | La 1 i La 2 | 2 programes  |
| 2019        | La mejor canción jamás cantada            | Concursant convidat                          | La 1        | 2 programes  |
| 2020        | Tu cara me suena                          | Convidat amb Santiago Auserón (Radio Futura) | Antena 3    | 2 programes  |
| 2020        | La casa fuerte                            | Convidat                                     | Telecinco   | 1 programa   |
| 2020        | Operación Triunfo                         | Convidat                                     | La 1        | 1 programa   |
| 2020        | Cover                                     | Presentador                                  | TV3         | 10 programes |
| 2021        | L’au pair                                 | Col·laborador                                | TV3         | 1 programa   |
| 2021        | Family Feud: La batalla de los famosos    | Convidat                                     | Antena 3    | 1 programa   |
| 2021        | Persona infiltrada                        | Convidat                                     | TV3         | 1 programa   |
| 2022-2023   | Eufòria                                   | Presentador                                  | TV3         | --           |
| 2022-2024   | Campanades de cap d'any                   | Presentador                                  | TV3         |              |
| 2024        | Jo mai mai                                | Com a David                                  | TV3         | 8 capítols   |
| 2024        | Zenit                                     | Presentador                                  | TV3         |              |
| 2024-2025   | Campanades de cap d'any                   | Presentador                                  | TV3         | --           |